# Цветаев, Дмитрий Владимирович
Дмитрий Владимирович Цвета́ев (1852, Владимирская губерния — 1920, Москва) — российский педагог-историк, управляющий архивом Министерства юстиции и участник создания Центрального государственного архива древних актов в Москве (ныне — РГАДА), автор первой монографии о царе Василии Шуйском; тайный советник.

## Биография
Родился в 1852 году в селе Дроздово (Шуйский уезд, Владимирская губерния), в семье священника Владимира Васильевича Цветаева (1818—1884) и его жены Екатерины Васильевны (Сакулиной) (1824—1858). В семье было 7 детей, однако, трое из них умерли во младенческом возрасте; оставшиеся — Пётр, Иван, Фёдор и Дмитрий. Дмитрию было всего 6 лет, когда умерла его мать. Отец в повторный брак не вступил и один воспитывал четырех сыновей.
Д. В. Цветаев после окончания Шуйского училища поступил во Владимирскую духовную семинарию и окончил ее с золотой медалью. За казенный счет его отправили учиться в Петербургскую духовную академию — поскольку пророчили ему будущее ученого-богослова. В 1876 году, окончании которой, закончил педагогические курсы при 2-й петербургской военной гимназии. Имея на руках два диплома, он преподавал историю, русский язык, словесность, педагогику и методику в средних учебных заведениях ведомств военного, народного просвещения и Императрицы Марии в Орле и Москве.
В 1886 году после защиты магистерской диссертации «Из истории иностранных исповеданий в России в XVI и XVII веках» (Москва, 1886), некоторое время был приват-доцентом Московского университета.
С 1887 года — профессор Варшавского университета по кафедре русской истории, затем — профессор Московского университета (1897—1900).
С 1895 года — действительный статский советник.
С 1911 года до конца своей жизни — управляющий Московским архивом министерства юстиции. Был преподавателем Александровского коммерческого училища.
Умер в Москве в 1920 году.

## Научные исследования
Специальные научные изыскания Цветаева по русской истории были посвящены главным образом «немецкому» вопросу в России и состояли в документальном выяснении положения, жизни и деятельности иностранцев и инородцев протестантского и католического вероисповеданий и отношения русских к этим людям и к западноевропейской культуре и образованности. Сюда относятся статьи и монографии: «Марья Владимировна и Магнус Датский» («Журнал Министерства Народного Просвещения» (ЖМНП, 1878, III); «Протестантство в Польше и Литве, в его лучшую пору» («Чтения в обществе любителей духовного просвещения», 1881, XII); «Вновь открытый закон Петра Великого о протестантах» («Московские Ведомости», 1882, № 319); «Положение протестантов в России до Петра Великого» (ЖМНП, 1883, IX—X); "Протестантство в России в правление Софьи" («Русский Вестник», 1883, XI); «Из истории брачных дел в царской семье московского периода» («Русский Вестник», 1884, VII—VIII и отдельно); «Генерал Николай Бауман и его дело. Из жизни Московской Ново-Иноземской слободы в XVII веке» (Москва, 1884); «История сооружения первого костела в Москве» (Москва, 1886); «Вероисповедное положение протестантских купцов в России в XVI и XVII веках» («Русский Вестник», 1885 и отдельно); «Обрусение иноземцев-протестантов в Московском государстве» (Москва, 1886); «Положение западного иноверия в Московском государстве» («Московские Ведомости», 1886, № 273—274, вступительная речь, читанная в Московском университете); «Литературная борьба с протестантством в Московском государстве» (Москва, 1887); «Иностранцы в России в XVI—XVII веках» («Русский Вестник», 1887, XII); «Памятники к истории протестантства в России» (часть I, Москва, 1888); «Первые немецкие школы в Москве и основание придворного немецко-русского театра» («Варшавские Университетские Известия», 1889, VIII и «Православное Обозрение», 1890, V—VII и отдельно); «К истории культуры в России в XVI и XVII веках» (Воронеж, 1890); «Протестантство и протестанты в России до эпохи преобразований» (Москва, 1890, докторская диссертация); «История основания русского флота» («Русская Старина», 1896, VII и отдельно); «Медики в Московской России и первый русский доктор» («Труды Русского Медицинского Общества при Варшавском университете», 1896, II и отдельно); «Новые данные о кронпринцессе Софии-Шарлотте» («Московские Ведомости», 1899, № 316) и другие.
В 1890 году в журнале «Филологические записки» была издана статья Цветаева «К истории культуры в России в XVI и XVII веках», а ещё раньше, в 1883 году, А. А. Хованский опубликовал отзывы критики о его книге «Баллады Шиллера».
Из статей Цветаева по другим предметам: «Сношения с Абиссинией» («Русский архив», 1888, I); «Из истории церковной и государственной жизни в старой Москве» («Христианское чтение», 1896, I); «Новые материалы к истории Москвы» («Московские Ведомости», 1885, № 75); «Петр Великий во Франции» («Русское Обозрение», 1894 и «Московские Ведомости», 1901, № 252).
Основные взгляды Д. В. Цветаева на русскую историческую жизнь наиболее цельно были сформулированы им в статье «Россия и Западная Европа в их взаимных отношениях» («Русское обозрение», 1895, II), исходной мыслью которой служит положение, что

по своей природе и истории Россия, как самостоятельное государство, безусловно необходима для правильной жизни самой Западной Европы: до вступления своего в круг европейской системы она была охранительницей её от азиатского напора и разрушения со стороны диких полчищ; по вступлении же своём в систему европейских государств (в эпоху Петровских реформ) она стала незаменимой посредницей между борющимися там сторонами, оберегающей политическое равновесие и тем обеспечивающей благосостояние и возможность беспрепятственного дальнейшего культурного развития западноевропейских государств и народов…
В педагогической литературе из работ Д. В. Цветаева наиболее известны «Баллады Шиллера. Опыт объяснения их» («Филологические Записки» 1881—1882 и отдельно).

## Семья
Жена — Елизавета Евграфовна (ур. Попова).
Дочери — Екатерина и Александра,
Сын — Владимир (1891—1937).